# Равнение
Равнение е „количествена“ музикална невма във византийската нотация, която обозначава, че музикалният тон остава на същата степен (нота), т.е. интерванло не се отвества спрямо предходната нотирана невма.
Равнението е една от най-важните невми, тъй като може да бъде основна при изписването – над и под нея могат да бъдат изписвани други интервални стойности, знаци за темпо, за начин на възпроизвеждане.